# Jun (település)
Jun egy község Spanyolországban, Granada tartományban. Jun Alfacar, Granada, Pulianas és Víznar községekkel határos. Lakosainak száma 4145 fő (2024).

## Népesség
A település népessége az elmúlt években az alábbi módon változott:
| Lakosok száma | 1817 | 2053 | 2326 | 3241 | 3438 | 3661 | 3692 | 3833 | 3928 | 4145 |
|               | 2001 | 2004 | 2006 | 2009 | 2011 | 2014 | 2016 | 2019 | 2021 | 2024 |